# Vízipipa

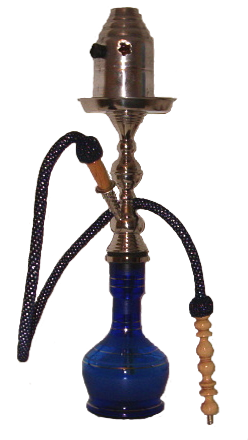
Vízipipa

A vízipipa egy, a középkori Egyiptomból eredő dohányzási mód, melynek dohánymentes változatai már jóval Amerika Kolumbusz Kristóf általi felfedezése (1492) előttről ismertek. Mai formáját valószínűleg a Szafavida Birodalomban nyerte el. Alapvetően az iszlám világ utcai kultúrájának része, de ma már az egész világon elterjedt, hiszen mindenütt kedvelik könnyed, változatos ízvilágát, amely miatt igen könnyen függőséghez vezethet.

## Anyaga
A vízipipa többféle anyagból készülhet. Ez függ attól, hogy mikor, hol, ki által készült. Az első narghile-ek növényi anyagokból készültek, melyek nem voltak elég tartósak. Ezután kezdtek elterjedni a fém testű vízipipák. Ilyenkor számos tiszta, csak fémből készült pipát készítettek. Ezek anyaga sárgaréz volt, manapság inkább rozsdamentes acél az alapanyag. Az üveg elterjedésekor kezdték a tartályt lecserélni és ezután már szépen festett, díszített üvegeket használtak a vízipipa tartályának.
A díszítések lehettek a fémbe karcolva, ráfestve, faragott fa díszek, szövet és manapság műanyag díszítések.

## Szerkezet
Alul lábakon vagy állványon nyugvó öblös, gömbölyű üvegedény. Ez a víztartály. A tartályban 2–3 cm mélyre belógó cső a testhez van erősítve. A test felső végén, gumi tömítéses zárással található a kerámia vagy más néven dohánytölcsér. Ez lehet fémből, agyagból, sőt manapság már készítenek üvegből is. Alatta jókora karima, aminek a neve tálca. Feladata az esetleg lehulló hamut, parazsat felfogni. Maga a füst a szánkhoz egy hosszú, általában ruganyos csövön keresztül jut el. Ez régebben szövetből, bőrből, növényi anyagból készült. Manapság műanyag, gumi és fém kombinációját használják.
Elkészítésének hallatlanul sokféle változata van, a kézműves szuvenír típusútól a kövekkel díszített, alkalmasint csodás szépségű, nagyszerűen díszített darabokig.

## Működése
Működési elve egyszerű. Amikor beleszívnak a pipába, a tartályban a víz feletti légnyomás csökken. Mivel ez egy mindkét végén nyitott rendszert képez (és egyik végénél szívják), így a másik végén kell beáramlania a levegőnek. Ez a rész pedig a kerámia, dohánytartó tölcsér. Ennek a tetején van az izzó szén. A szén felforrósítja a levegőt, ami ezután érintkezik a dohánnyal. A dohány felhevül, és elkezd izzani. Mivel nedves (cukros, mézes, glicerines vagy aromás melaszba van áztatva), ezért elkezd füstölni, de nem ég el. Ezt követően a füst a fém testen áthalad, ahol lehűl és tisztulni kezd. A víztartályban lévő (vízbe lógó) csövön át a füst a vízzel érintkezve a tartály levegős részébe kerül. Itt tovább, hűl és nagyrészt itt tisztul meg a füst. Ezután kerül füst a hosszú szívócsőn keresztül a szájon át a tüdőbe. Minél nagyobb (magasabb) a vízipipa, annál hosszabb a füst útja, ezáltal még több károsanyag rakódik le az útja során.

## Etikett
Az európai pipával ellentétben egy vízipipát egyszerre általában többen szívnak. Vannak kifejezetten ebből a megfontolásból készített, többcsövű pipák, de Magyarországon a boltokban többnyire az egyszemélyes változatokat lehet kapni, bár lehet találni több csöves, illetve forgó, csapágyas pipát. Ezeknek a lényege, hogy a cső továbbadásakor nem tekeredik a pipa testére, hanem a pipával együtt a csonk is elfordul. Aki hagyományos egycsövű pipával rendelkezik, az is körbeadogathatja, a hivatalos etikett szerint azonban mindig lefelé tartva és mindig jobb kézzel. Más források szerint egyáltalán nem szokás direkt módon átadni, csak egyszerűen letenni a csövét.

## A vízipipa részei

### Dohánytartó tölcsér
Ide kerül a vízipipadohány vagy egyéb éghető anyag (almahéj, citromhéj is akár). Általában kerámiából készítik, amit mázzal vonnak be, ez segít a hőállóságban és megakadályozza, hogy a dohányból hő hatására kiolvadó melasz beivódjon, és hogy a tölcsérben a dohány ne égjen le. Vannak különleges, üvegből, porcelánból vagy akár fémből készült tartók is. Vannak több kivezetésű dohánytartók is, ahol akár 4 kerámia is lehet egyben. Ebbe teszik bele a különböző ízesítésű vízipipadohányokat és aromákat (almahéj, citromhéj). Erre szoktak tenni egy alufóliából sodort gyűrűt, ami megakadályozza azt, hogy a szén közvetlenül érintkezzen a dohánnyal. Ezáltal kisebb az esély arra, hogy megégjen a dohány. Erre általában két-három réteg, tűvel lyukasztott háztartási alufóliát tesznek, vagy a kifejezetten erre a célra szolgáló rácsos, fém széntartó konzolt. Ezután teszik rá az égő faszenet. Ezek fölé szoktak hőtartó sapkát rakni, hogy a légmozgás ne befolyásolja a szén izzásának idejét, illetve hőmérsékletét.

### Test
Ezen keresztül jut el a füst a tartályhoz és innen indul a cső, ami a füstöt a szipkában végződve a szájhoz juttatja. Mindig fémből készítik, és sokszor díszített is. A test lefelé haladó csövének alsó vége jóval a víz szintje alatt végződik a tartályban egy vékonyabb cső formájában. A vízipipa víztartályát kb. 2/3-ig töltik vízzel, hogy a belógó csövet 2–3 cm-rel lepje el. Ezzel szabályozzák a füst mennyiségét.

### Víztartály
Általában üvegből készül, de van fémből és más anyagokból is. Ebben van a víz, amin keresztülhalad a füst, így szűrve azt. Sok színben kapható, és szinte mindig díszített.

### Szívócső
Ezen a csövön áramlik a füst a szájhoz. Végére különböző "szipkákat" lehet illeszteni szűrővel, vagy anélkül, a társaságban esetleges fertőzések elkerülése végett. Itt rakódik ki sok, valószínűleg káros anyag a füstből, mosásakor fekete, homokszerű anyag és barnára színeződött víz távozik belőle. Lehet kapni fém, illetve műanyag szívócsövet is.

## A vízipipa használata
Először feltöltik a tartályt folyadékkal, ügyelve, nehogy túl sok víz legyen benne. A vízre a látvány kedvéért esetleg pár virágszirmot szórnak, ami nem, vagy alig befolyásolja a füst ízét. Víz helyett néha egyéb folyadékot, például alkoholt (is) töltenek a tartályba.
Az összeszerelés úgy történik, hogy a tartályba betekerik a testet, ellenőrzik a tömítéseket és felhelyezik a szívócsövet és kerámiát. A pipafejbe szétnyomkodott, szétpréselt dohányt vagy egyéb aromát tömnek és lyukacsos alufóliával vagy fém tartókonzollal letakarják.
Ez után izzó széndarabot helyeznek az alufóliára vagy a konzolra. Ezután intenzíven, nem túl nagy, de erős, határozott szívásokkal felizzítják a dohányt, hogy füst jöjjön a csőből. Ügyelnek arra, hogy a dohány nehogy meggyulladjon, mert az keserű füstöt eredményez és kaparja a torkot. A parazsat folyamatosan életben tartják, alkalmanként cserélik, mert az íz csak így érezhető egyenletesen.
A vízipipát lassan, lehetőleg tüdőből szívják. A füstje teljesen hűvös, hosszú csőrendszerben és vízben megszűrődik, így kevesebb nikotin és egyéb anyag kerül a szervezetbe, mint a hagyományos dohányzásnál. Ebben az adszorpció játszik nagy szerepet, e módon tisztul a füst, miként hosszabb utat tesz meg.

## Tömőanyagok
A hagyományos vízipipát vízipipadohánnyal szokták tömni, mely finomra aprított, aromával ízesített dohánylevelekből készül. Az ízek elég széles skálán mozognak, a gyümölcsöktől egészen a koktélokig (mojito, cuba libre) terjednek. A dohányokat házilag is vegyíthetjük, fokozva az élvezeti faktort.
Napjainkban egyre jobban elterjednek az ún. vízipipa kövek, melyeket más néven vízipipa ásványoknak nevezünk. Az anyaguk mészkő szerű ásvány, (egyes márkáknál zeolit). Ezen szemcsék vízipipa ízesítővel vannak átitatva. A vízipipázás során a lyukacsos szerkezetű kövekből, zeolitokból az ízesítőanyag elpárolog és tömör ízletes párafelhőt képez. Használat után a köveket tetszés szerint újraízesíthetjük.

## Egészségügyi szempontok

### A WHO jelentése
A WHO szerint még nagyon kevés vizsgálati adat áll rendelkezésre a vízipipázás egészségügyi hatásával kapcsolatban, azonban az előzetes kutatási eredmények alapján:
- a vízipipázás egészségi kockázatot jelent,[2][3]
- biztonságosabb a hagyományos dohányzásnál
- a vízipipa beszívott füstje kis mennyiségű mérgező anyagot, többek között szén-monoxidot, nikotint tartalmaz ami egy erős függőséget okozó anyag [4][5]
- a dohány hevítéséhez használt anyagok (pl. vegyszeres gyújtóréteget tartalmazó faszén) tovább növeli az egészségügyi veszélyeket.

### Kamal Chaouachi szakértő véleménye
A WHO jelentésének legösszetettebb kritikáját Kamal Chaouachi dohányszakértő fogalmazta meg. Szerinte a WHO jelentése tudománytalan, nem tudományos eredményekre, hanem egyszerű pletykákra alapoz.
Chaouachi szerint nem lehet a WHO feltételezéseire alapozva kijelenteni, hogy a vízipipa károsabb a cigarettánál. Mint dohányzási forma a vízipipa is káros, azonban szerinte a cigaretta tízszer károsabb a vízipipánál. Véleménye szerint a beszívott vízipipa-füst kémiai összetevőire vonatkozó tudományos vizsgálat a mai napig sincs, ezeknek a tudományos mérése megközelítőleg 1,2 millió dollárba kerülne a komolyabb vegyi anyagoknál.

### A vízipipa-füst kémiai összetevőire vonatkozó tudományos vizsgálat
2019. szeptember 14-én tudományos vizsgálat született. A vizsgálat teljes körű mely kitér a vízipipa-füst több káros összetevőjének elemzésére és összehasonlítja, hogy milyen mértékű káros anyag található a cigaretta és a vízipipa füstjében. Ezen vizsgálat egyértelműen igazolja, hogy a cigaretta nem lehet tízszer károsabb a vízipipánál. Egyenlő mértékű füst beszívása esetén a vízipipa-füstje károsabbnak minősül, mint a cigaretta füstje.

### Kitettség fertőző betegségeket okozó kórokozókkal
Amikor az emberek közös vízipipát használnak, fennáll a veszélye a fertőző betegségek, például a szájüregi herpesz, a tuberkulózis, a hepatitis, az influenza és a H. pylori terjedésének. A személyes eldobható szájrészek használata csökkentheti ezt a kockázatot, de nem szünteti meg.

### Mérgező vegyi anyagoknak való kitettség
A vízipipa füstje mérgező vegyi anyagokat tartalmaz, beleértve a rákkeltő anyagokat (rákot okozó vegyi anyagokat). A víz nem szűri ki a káros anyagok többségét. A mérgező vegyi anyagok a szén, a dohány és az aromák elégetéséből származnak. Ezek az anyagok rákhoz, szívbetegségekhez, tüdőbetegségekhez és más egészségügyi problémákhoz vezethetnek. A mérgező vegyi anyagok közé tartoznak a dohányra jellemző nitrozaminok, policiklusos aromás szénhidrogének (PAH-k; pl. benzo[a]pirén és antracén), illékony aldehidek (pl. formaldehid, acetaldehid, akrolein), benzol, nitrogén-oxid, nehézfémek króm, ólom) és szén-monoxid (CO). A vízipipa dohányzása a normál szint nyolcszorosára növeli a szén-monoxid (CO) mennyiségét az ember szervezetében. Egyetlen cigaretta elszívásához képest egyetlen vízipipa több szén-monoxid és PAH, hasonló szintű nikotin és alacsonyabb dohányspecifikus nitrozaminok hatásának teszi ki a felhasználókat. Ezen vegyi anyagok belélegzésével a vízipipa dohányosai több ugyanolyan egészségügyi problémának vannak kitéve, mint a cigarettázók.

### Rövidtávú egészségügyi hatások
A vízipipa füstjében lévő szén-monoxid (CO) a vérben lévő hemoglobinhoz kötődik, és karboxihemoglobint képez, ami csökkenti a szervekbe, köztük az agyba szállítható oxigén mennyiségét. Az orvosi szakirodalomban számos esetjelentés található vízipipa dohányosokról, akiknek kórházi sürgősségi osztályokon kell kezelniük a CO-mérgezés tüneteit, beleértve a fejfájást, hányingert, levertséget és ájulást. Ezt néha "vízipipa betegségnek" nevezik. A vízipipa dohányzása több szempontból is károsíthatja a szív- és érrendszert. Használata emeli a pulzusszámot és a vérnyomást. Ezenkívül rontja a baroreflex szabályozást (amely segít a vérnyomás szabályozásában) és a szív autonóm működését (amelynek számos célja van, beleértve a pulzusszám szabályozását is) A vízipipa használata súlyosan károsítja az érrendszer működését, fokozza a gyulladást, és károsítja a tüdő működését valamint csökkenti a testedzési képességet.

### Hosszú távú egészségügyi hatások
A jelenlegi bizonyítékok azt mutatják, hogy a vízipipa számos egészségügyi problémát okoz.  A vízipipa dohányzás számos rák (tüdő-, nyelőcső- és gyomorrák), tüdőbetegségek (gyengült tüdőfunkció, krónikus hörghurut és emfizéma ), koszorúér-betegség, fogágybetegség fokozott kockázatával jár és az alábbi következménnyel járhatnak mint például a szülészeti és perinatális problémák (alacsony születési súly és születéskor tüdőproblémák), gége- és hangváltozások, valamint csontritkulás. Sok eddigi tanulmánynak vannak módszertani korlátai, például nem szabványosított módon mérik a vízipipa használatát.

### A vízipipafüstnek való másodlagos expozíció hatásai
A vízipipa másodlagos füstje jelentős mennyiségű szén-monoxidot, aldehideket, PAH-okat, ultrafinom részecskéket és belélegezhető részecskéket tartalmaz (olyan részecskék, amelyek elég kicsik ahhoz, hogy bejussanak a tüdőbe). Egy tanulmány kimutatta, hogy a vízipipa rudak levegőjében lévő részecskék koncentrációja az egészségtelentől a veszélyesig terjedő tartományban van az Egyesült Államok Környezetvédelmi Ügynöksége szabványai szerint. A vízipipa rudak levegője jelentős mennyiségű mérgező vegyi anyagot is tartalmaz, beleértve: aromás szénhidrogéneket, szén-monoxidot, nikotint és fémnyomokat. Mindezen mérgező anyagok koncentrációja a levegőben nagyobb, mint a cigarettáé (óránként ugyanannyi dohányzó esetén. Egy tipikus egyórás vízipipa alkalmával a felhasználó 2-10-szer annyi rákot okozó vegyszert és egyéb káros vegyszert bocsát ki a levegőbe, mint egy cigarettázó. Egyetlen tanulmány sem vizsgálta a használt vízipipafüstnek való kitettség hosszú távú egészségügyi hatásait, de a rövid távú hatások között szerepelhetnek olyan légúti tünetek, mint a zihálás, orrdugulás és krónikus köhögés.

## Külső hivatkozások
A wikipédia nem tartalmaz reklám linket! Pláne olyat nem ami dohányzással kapcsolatos és dohányzásra történő buzdítás a célja, mert ez törvénybe ütközik!